# Pterolophia apicefasciculata
Pterolophia apicefasciculata är en skalbaggsart som beskrevs av Stefan von Breuning 1943. Pterolophia apicefasciculata ingår i släktet Pterolophia och familjen långhorningar. Inga underarter finns listade i Catalogue of Life.